# Куэста

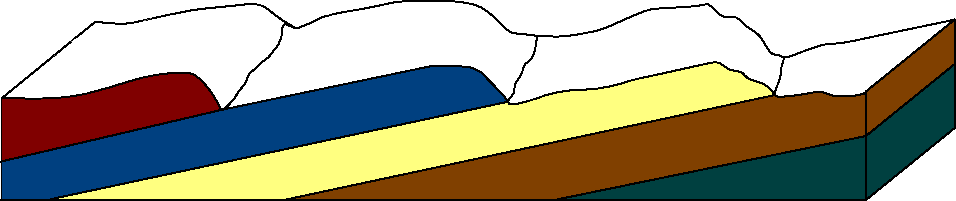
Схема куэсты

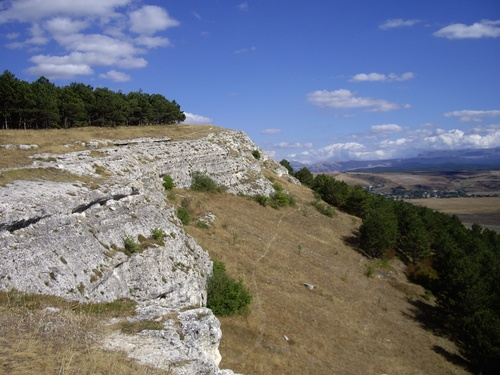
Крутой склон куэсты на окраине Симферополя

Куэ́сты (с исп. — «cuesta» — откос, косогор, склон горы) — форма рельефа в виде вытянутых гряд с несимметричными склонами: пологим и крутым.
Куэсты являются выходами на поверхность моноклинальных слоёв горных пород относительно высокой твёрдости, образованные путём денудации. Пологий склон куэсты совпадает с падением стойких бронирующих пластов, крутой склон куэсты срезает пласты поперек залегания. Куэсты часто располагаются в несколько параллельных рядов. Могут быть сложены известняками, песчаниками и другими породами.
Куэсты расположены на Северном Кавказе, в Крыму (Внешняя, Внутренняя гряды и участки Главной гряды Крымских гор), во Франции и других местах.
Разность водных режимов на склонах вызывает характерные резкие ландшафтные различия между ними (для крутых склонов обычно характерна более ксерофитная растительность, чем для пологих).